# Hippobosca variegata
Hippobosca variegata is een vliegensoort uit de familie van de luisvliegen (Hippoboscidae). De wetenschappelijke naam van de soort is voor het eerst geldig gepubliceerd in 1803 door Megerle.